# كيندال وليامز
كيندال وليامز (بالإنجليزية: Kendal Williams) هو عداء سريع أمريكي، ولد في 23 سبتمبر 1995 في جاكسونفيل في الولايات المتحدة.

## وصلات خارجية
- كيندال وليامز على موقع الاتحاد الدولي لألعاب القوى (الإنجليزية)
- كيندال وليامز على موقع الدوري الماسي (الإنجليزية)
- كيندال وليامز على موقع TFRRS.org (الإنجليزية)
- كيندال وليامز على موقع اللجنة الأولمبية والبارالمبية الأمريكية (الإنجليزية)